# Juan Carlos Villamayor
Juan Carlos Villamayor, född 5 mars 1969, är en paraguayansk tidigare fotbollsspelare.
Juan Carlos Villamayor spelade 18 landskamper för det paraguayanska landslaget. Han deltog bland annat i Copa América 1993, 1995 och 1997.